# U Nu

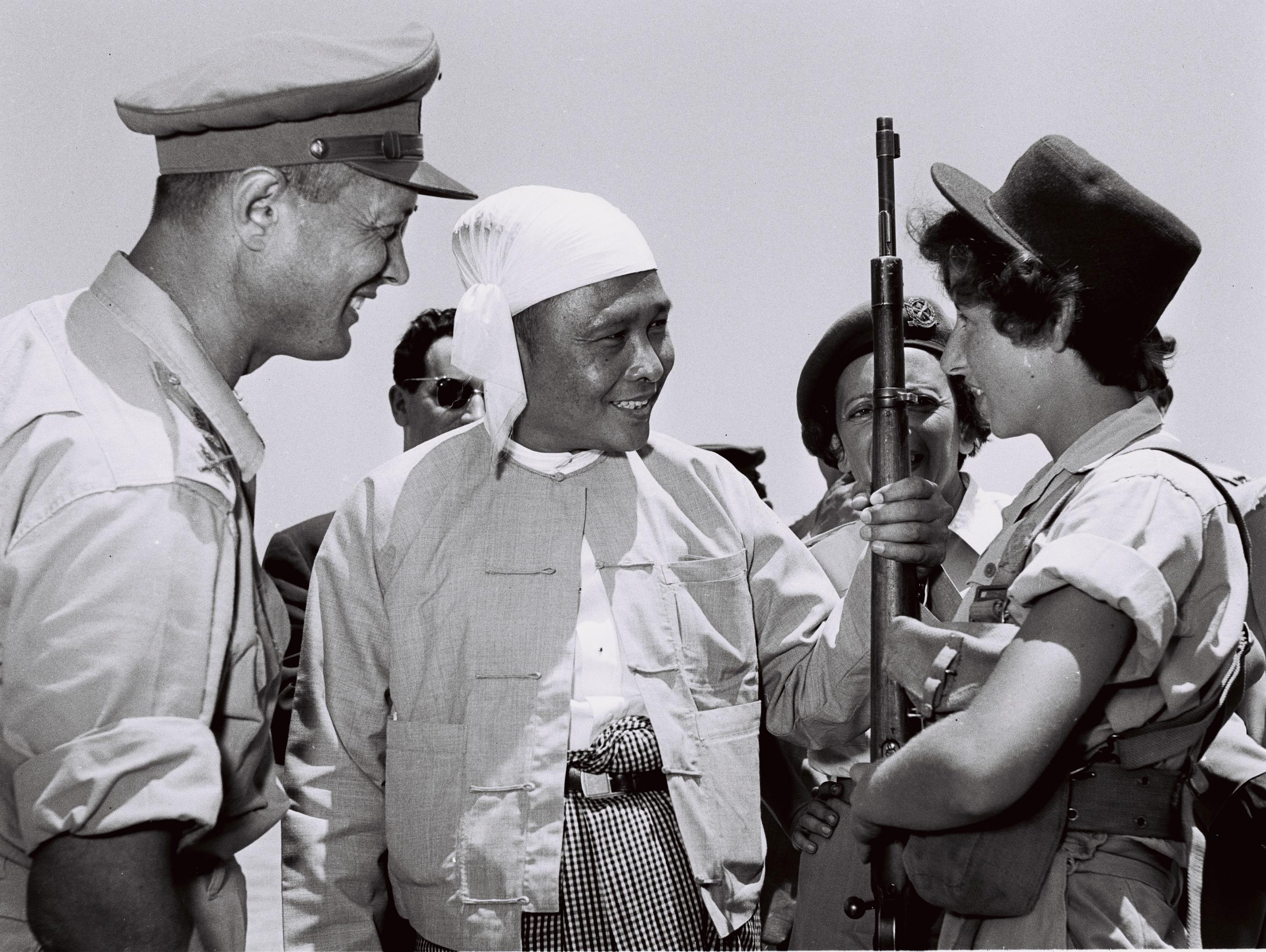
U Nu (centro) junto a Moshé Dayán (izquierda) durante su visita a Israel.

U Nu (nacido como Thakin Nu, Wakema, Birmania, 25 de mayo de 1907-Rangún, Birmania, 14 de febrero de 1995) fue un líder independentista birmano y primer ministro de su país (1948–1958, 1960–1962).
Un prominente activista patriota desde sus días de estudiante, fue expulsado de la universidad de Rangún y encarcelado en 1940 por los británicos acusado de sedición. Durante la Segunda Guerra Mundial, desempeñó el cargo de ministro de Asuntos Exteriores (1943), dentro del gobierno pro japonés. Tras negociar la independencia con el primer ministro británico Clement Attlee, se convirtió en el primer primer ministro de la Birmania independiente en 1948. Aunque fue un estadista capaz, estuvo rodeado de insurrecciones de minorías étnicas y dificultades económicas. 
Renunció en 1958, siendo restablecido en 1960 para después ser derrocado y encarcelado por Ne Win en 1962. Después de su liberación, organizó una resistencia en contra de Ne Win. U Nu hizo una oferta infructuosa para obtener el poder después de que el gobierno de Ne Win se desmoronara en 1988.
Para su campaña electoral en las elecciones de febrero de 1960, U Nu había prometido a las minorías arakan y mon el derecho de formar comunidades autónomas, al igual que las ya existentes kayah y shan, entre otras. También prometió establecer el budismo como religión del estado. De las dos promesas electorales, solo cumplió la segunda.